# EmArcy Records
EmArcy Records ist ein 1954 von Bob Shad und Irving Green in Chicago gegründetes Jazz-Sublabel von Mercury Records.
Der Name kommt von der US-amerikanischen Lautumschreibung für die Anfangskonsonanten von Mercury Record Company.
Der Anlass für die Gründung war die Trennung von der Plattenfirma Clef Records von Norman Granz 1953, die davor über Mercury vertrieben wurden. Irving Green engagierte Bob Shad, um ein Jazz-Sublabel EmArcy aufzubauen. Bob Shad, der sich Pop-Musik zuwandte, wurde 1958 bei EmArcy durch Jack Tracy abgelöst.
Nachdem Philips 1962 Mercury übernommen hatte, wurde das Sub-Label aufgegeben und erst in den 1980er-Jahren wieder reaktiviert. Tracy produzierte kurze Zeit noch Jazz beim Sub-Label Limelight. Heute ist EmArcy Teil von Decca Records bei der Universal Music Group, die Mercury in den 1990er-Jahren übernommen hatten (nachdem sie vorher bei Philips und Polygram waren). Der Katalog ist heute teilweise bei Verve Records.
Hier veröffentlichten unter anderem Cannonball Adderley, Quincy Jones (der als Arrangeur für Dinah Washington begann, ab 1955 aber bei Mercury z. B. auch als Producer arbeitete, ab 1961 als Leiter von A & R und bei denen er 1964 Vizedirektor wurde), Ben Webster, Maynard Ferguson, Helen Merrill, Erroll Garner, Sarah Vaughan (Sarah Vaughan with Clifford Brown 1954, Sassy 1956, Swingin Easy 1957), das Clifford Brown/Max-Roach-Quintett (Clifford Brown and Max Roach 1955, Study in Brown 1955, Clifford Brown and Max Roach at Basin Street 1956), Herb Geller, Paul Quinichette, Gerry Mulligan, Terry Gibbs, Billy Eckstine, Roy Eldridge, Lionel Hampton und Dinah Washington (die erste Veröffentlichung des Labels 1954 Dinah Jams, Sings Fats Waller 1957). 1986 erschien der Art-Tatum-Mitschnitt 20th Century Piano Genius.
Teilweise wurden die Künstler auch auf dem Mercury Label produziert, Sarah Vaughan z. B. für Jazz bei EmArcy und andere dem Pop zugeordnete Veröffentlichungen bei Mercury selbst. Auch nach der Gründung von EmArcy wurde auch bei Mercury selbst Jazz veröffentlicht.